# Gonocaryum crassifolium
Gonocaryum crassifolium là một loài thực vật có hoa trong họ Cardiopteridaceae. Loài này được Ridl. mô tả khoa học đầu tiên năm 1917.